# Школа нації (Туреччина)

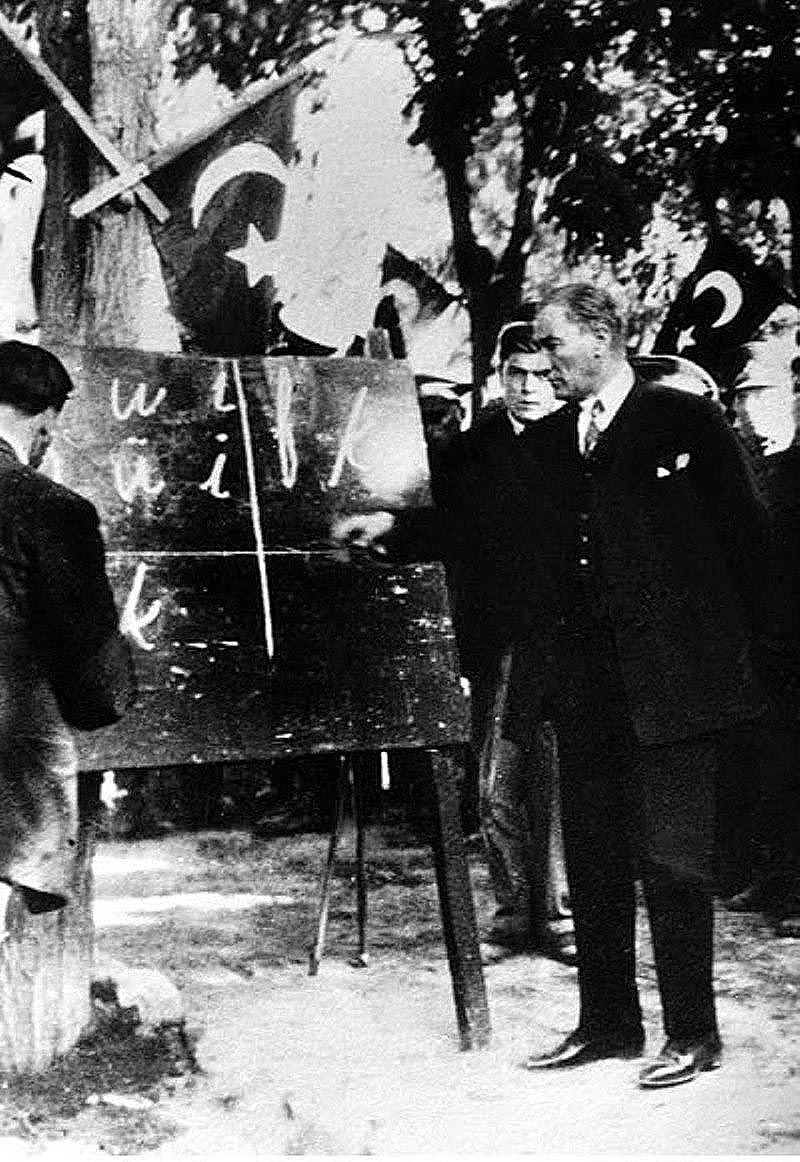
М. Ататюрк представляє новий турецький алфавіт у Кайсері (вересень 1928)

«Школа нації» (тур. Millet mektebi. ) — назва турецької освітньої кампанії у 1929—1932 роках, яка складалася із серії шкільних курсів для дорослих, направлених на вивчення латинської абетки. У навчанні студентів школи особисто брав участь  Мустафа Кемаль Ататюрк, який активно пропагував реформу турецької писемності.

## Передумови
Алфавіт Османської імперії, як і багатьох інших ісламський країн того часу, був заснований на арабській абетці. Не дивлячись на те, що на даному алфавіті було неможливо точно передавати деякі голосні турецької мови, він все ж вважався незамінним, оскільки у його основі лежав текст Корану.
Вже в османські часи турецька мова стала «складна і штучна», позичаючи не тільки слова, але і цілі вислови — і навіть граматичні правила — з перської і арабської. З роками вона ставала все більш незручною: у результаті, у період правління молодотурок, преса країни сама почала використовувати дещо спрощений варіант турецької мови.
Але вже у 1928 році засновник Турецької республіки Кемаль Ататюрк ухвалив рішення про перехід на латинський (європейський) алфавіт. Новий турецький алфавіт (фактично, змінений і доповнений латинським) отримав 29 букв: були видалені букви Q, W і X, решта 23 букви залишилися тотожні латинським; окрім того, були додані умлаут-версії букв O, U і I, а також — букви Ç, Ş і Ğ.

## Реформа алфавіту
У червні 1928 року Ататюрк попросив міністра національної освіти Мустафу Некаті сформувати комітет для переходу на новий (латинський) алфавіт. 9 серпня 1928 року сам Ататюрк оголосив, що латинський алфавіт замінить арабський по всій країні, а 1 листопада того ж року 3-й парламент Туреччини ухвалив закон про новий турецький алфавіт, який отримав номер 1353.
Вже 11 листопада 1928 року 5-уряд Туреччини ухвалив рішення про створення мережі національних шкіл: реалізація проекту почалася 24 листопада. Представлені «школи» були, фактично, серією коротких курсів для дорослих. За словам члена комітету Фаліха Ріфкі Атая, навчання латинському алфавіту письменних людей відбувалося важче, оскільки вони звикли до арабської писемності. Неписьменні навчалися простіше: тому, додавав Фаліх Ріфкі Атай, якби рівень грамотності у країні не був би таким низьким, реформа алфавіту скоріш за все стала б неможливою.

## Перший день кампанії
Перший приклад роботи школи нації представили на заняттях у палаці Долмабахче. Відтак, починаючи з 1 січня 1929 року, по всій Туреччині було відкрито безліч аналогічних шкіл. Сам Мустафа Некаті, відповідальний за дану програму, помер від апендициту в той же день, коли школи нації були відкриті — сьогодні його вважають одним з новаторів у сфері реформи турецького алфавіту.

## Шкільні інструкції
Згідно з виданими правилами, школи нації були обов'язкові для всіх жителів країни у віці від 14 до 45 років. Жінкам пропонували два курси на тиждень, а чоловікам — чотири. Загальна тривалість  навчання становила від 2 до 4 місяців, залежно від попередньої підготовки студентів. Аналогічні уроки також пропонувалися і ув'язненим турецьких в'язниць.
Оскільки у 1930-ті роки більшість сіл країни не мали постійних шкіл, для таких сіл були створені спеціальні «мобільні педагогічні колективи»: із обладнання вони мали книги, папір, ручки, крейду, портативну шкільну дошку і шмат брезента. По закінченню школи нації всі студенти повинні були здати заключний екзамен, щоб отримати сертифікат, а найкращі учні у кожній школі отримували фотографію Ататюрка, особисто підписану лідером країни, і книгу, яка містила устави молодої республіки.
Ататюрк, який отримав у ті роки титул «башугретмен» («головний вчитель»), активно брав участь у програмі Школи нації — у своїх численних поїздках по країні він особисто викладав дітям і дорослим новий алфавіт.

## Викладацький склад
Чисельність викладачів у школі нації склала 50 690 людей: шкільні вчителі отримували спеціальний дозвіл, який підтверджував їхнє право на викладання у рамках проекту.

## Результати
У перший рік роботи програми «Школа нації» число «шкіл» — фактично, класних кімнат — склало 20 487 штук, а число учнів — 1 075 500 людей. За перший рік 485 632 чоловіків і 111 378 жінок отримали сертифікати про успішне закінчення програми. Всього за час існування програми (до 1932 роки) загальне число її випускників склало 1 217 144 людей.
Щоб зберегти отримані знання і зміцнити спільну грамотність серед учнів, у рамках програми видавався спеціальний щотижневий «Народний журнал», який поширювали безплатно; його почали видавати 11 лютого 1929 року.

## Пам'ять
Починаючи з 1981 року, 24 листопада кожного року — день початку проекту — Туреччина відзначає як «день вчителя».